# Новоандреево
Новоандреево — деревня в Мелегежском сельском поселении Тихвинского района Ленинградской области.

## История
Деревня Новая Андреева упоминается на «Специальной карте западной части России» Ф. Ф. Шуберта 1844 года.

АНДРЕЕВО (НОВО-АНДРЕЕВО) — деревня Андреевского общества, прихода Мелегижского погоста. Река Сясь.

Крестьянских дворов — 30. Строений — 84, в том числе жилых — 36. Кожевенный завод, мелочная лавка, кузница.

Число жителей по семейным спискам 1879 г.: 87 м. п., 72 ж. п.; по приходским сведениям 1879 г.: 80 м. п., 76 ж. п.

Сборник Центрального статистического комитета описывал её так:

АНДРЕЕВА (НОВАЯ АНДРЕЕВА) — деревня бывшая владельческая при реке Сясь, дворов — 27, жителей — 140; Волостное правление, часовня, школа, лавка, кожевенный завод. (1885 год)

В конце XIX — начале XX века деревня административно относилось к Костринской волости 3-го земского участка 1-го стана Тихвинского уезда Новгородской губернии.
В начале XX века у деревни находились 14 сопок.

НОВО-АНДРЕЕВО — деревня Андреевского общества, дворов — 34, жилых домов — 28, число жителей: 93 м. п., 122 ж. п. 

Занятия жителей — земледелие, лесные промыслы. Река Сясь. Волостное правление, земская конная станция, часовня, хлебозапасный магазин, мелочная лавка, чайная, смежна с погостом Мелегижским. (1910 год)

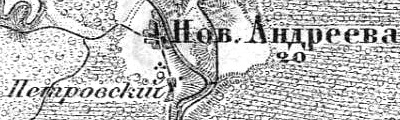
Деревня Новоандреево на карте 1913 года

Согласно карте Петроградской и Новгородской губерний 1913 года деревня называлась Новая Андреева насчитывала 20 крестьянских дворов.
С 1917 по 1918 год деревня Новое Андреево входила в состав Костринской волости Тихвинского уезда Новгородской губернии. 
С 1918 года в составе Череповецкой губернии.
С 1924 года в составе Пригородной волости.
С 1927 года в составе Андреевского сельсовета Тихвинского района.
В 1928 году население деревни Новое Андреево составляло 111 человек.
Согласно карте Ленинградской области Северо-западного аэрогеодезического треста ГГУ издания 1932 года деревня насчитывала 24 крестьянских двора, в деревне находился сельсовет и три часовни.
По данным 1933 года деревня называлась Ново-Андреево и являлась административным центром Андреевского сельсовета Тихвинского района, в который входили 11 населённых пунктов: деревни Бодня, Ганево, Горка, Заречье, Кострино, Мартехово, Ново-Андреево, Рамень, Романово, Сверетово, Селово, Цапелька, Шибенец; выселки Свертово, Старище, Цапелька, общей численностью населения 1574 человека.
По данным 1936 года в состав Андреевского сельсовета входили 7 населённых пунктов, 272 хозяйства и 7 колхозов. Административным центром сельсовета была деревня Мелегинская Горка.
В 1961 году население деревни Новое Андреево составляло 179 человек.
По данным 1966 и 1973 годов года деревня называлась Ново-Андреево и также входила в состав Андреевского сельсовета и являлась его административным центром.
По данным 1990 года деревня Ново-Андреево также входила в состав Андреевского сельсовета, административным центром сельсовета была деревня Мелегежская Горка.
В 1997 году в деревне Новоандреево Андреевской волости проживали 73 человека, в 2002 году — 53 (русские — 92 %).
В 2007 году в деревне Новоандреево Мелегежского СП проживали 59 человек, в 2010 году — 72.

## География
Деревня расположена в юго-западной части района на автодороге 41К-167 (Тихвин — Заручевье).
Расстояние до административного центра поселения — 1 км.
Расстояние до ближайшей железнодорожной станции Тихвин — 12 км.
Деревня находится на левом берегу реки Сясь.

## Демография
| 1879 | 1885 | 1910 | 1928 | 1961 | 1997 | 2002 |
| ---- | ---- | ---- | ---- | ---- | ---- | ---- |
| 159  | ↘140 | ↗215 | ↘111 | ↗179 | ↘73  | ↘53  |
| 2007 | 2010 | 2017 |      |      |      |      |
| ↗59  | ↗72  | ↘66  |      |      |      |      |

### Национальный состав
Согласно данным Всероссийской переписи населения 2021 года в деревне проживали 96 человек, из них:
 русские — 92, белорусы — 1, другие национальности — 3 человека.

## Религия
- Церковь Троицы Живоначальной, 2003 года постройки, деревянная, действующая. Приписана к Спасо-Преображенскому собору в Тихвине[22].

## Улицы
Костринская, Лесная, Речная, Строительная, Цветочная.